# C-COR
C-COR (ранее тикет CCBL на NASDAQ) — американская телекоммуникационная компания, зарегистрированная в 1953 году и расположенная в Стейт-Колледже (Пеннсильвания, США). Компания более всего известна созданием систем передачи видеоданных. В 1965 году C-COR впервые использовала интегральные микросхемы в усилителях, использовавшихся на телеграфных столбах, а в 1969 году была первой, кто использовал радиаторы с оребрением на усилителях. В 1991 году C-COR первая представила 1 ГГц усилитель.
С 1990-х годов деловое внимание C-COR сместилось с аппаратных усилителей на коммуникационные услуги и программное обеспечение, такие как видео по запросу и вставка рекламы в кабельное телевещание. В 2005 году C-COR приобрела 5 компьютерных компаний: nCUBE, Optinel Systems, Stargus, Alopa Networks и Lantern Communications. В 2006 году с закрытием офисов купленных ранее Alopa Networks и Lantern Communications в Саннивейле (Калифорния, США) 225 человек были отправлены в неоплачиваемый отпуск.
В конце 2007 года C-COR купила компания ARRIS.